# CLUB PRINCE
CLUB PRINCE（クラブ・プリンス）は、東京新宿歌舞伎町に存在するメンズキャバクラ、およびそのホストにより結成された6人組の音楽グループ。この項では後者について主に解説する。

## 来歴
2003年、活動休止したロックバンドKids AliveのヴォーカルYuta(芦別出身、現在はYugaに改名）がホストとしての活動を開始。瞬く間にトップに登りつめ、歌舞伎町に「club Garcons」を出店。後に規模を拡大し「club Prince」を手掛ける。2006年に株式会社YUGA・JAPANを設立し、十数店舗のホストクラブや飲食店などをプロデュースしている。
2007年5月2日、同店のホスト4人とともに「club Prince（「チューナイ!!」以降は表記をCLUB PRINCEに改める）」を結成し、エイベックスからシングル「LOVEドッきゅん♥」でデビュー。Yuga以外のメンバーはホストの仕事と並行として活動。2007年11月14日、2ndシングル「チューナイ!!」リリース。一貫してダンサブルなパーティーソングを発表しているが、歌詞にはホストの悲哀が描かれている。2008年1月9日、1stアルバム「パーティ野郎!!」リリース。
2009年、レコード会社をユニバーサルミュージックに移籍。だんじり祭りをテーマにしたIKECHANの代表曲「ケヤキの神」のアンサーソング「祭の神」をNAYUTAWAVE RECORDSよりリリース。同曲にはIKECHANもフィーチャリングアーティストとして特別参加している。
2010年、「シャンパンダ!!」「真夏のアッチッチ〜ノ！」を立て続けにリリース。
この他、YugaとTsuyoshiはヒップホップユニット「TY.C」を結成し、ライブ活動を行っている。

## メンバー
現在のメンバー
- Yuga [優河]（1984年5月25日 - ）

リーダー。北海道出身。血液型・A型。身長・178cm。
- Tsuyoshi [剛]（1982年12月29日 - ）

サブリーダー。東京都出身。血液型・AB型。身長・166cm。
- Leo[玲緒]（1982年4月27日 - ）

北海道出身。血液型・A型。身長・176cm。
- Sora [空]（1984年8月14日 - ）

山形県出身。血液型・O型。身長・173cm
- Mao [真央]（1985年12月14日 - ）

東京都出身。血液型・A型。身長・170cm。2009年8月に加入。

元メンバー
- Ran[蘭]（1985年11月1日 - ）

東京都出身、血液型・B型、身長・172cm。ホスト業に専念するため、2009年9月に脱退。
- Keigo [圭吾]（1985年7月22日 - ）  東京都出身。血液型・A型。身長・173cm。2009年8月に加入。

## ディスコグラフィ

### シングル
- LOVEドッきゅん♥（2007年5月2日）

BLENDAモデルの鈴木あや・中野唯花がPVに出演。
- チューナイ!!（2007年11月14日）
- 祭の神（2009年11月4日）

CLUB PRINCE feat.IKECHAN名義。川村ゆきえがPVに出演。
- シャンパンダ!!（2010年5月12日）

浜田ブリトニー、エスパー伊東、上ノ宮絵理沙、白咲姫香がPVに出演。
- 真夏のアッチッチ〜ノ!（2010年7月14日）

ホストクラブ『club Ryugujo』オーナー・頼朝がPVに出演。

### アルバム
- パーティー野郎!!（2008年1月9日）

## タイアップ
| 曲名                  | タイアップ                                                                                         |
| --------------------- | -------------------------------------------------------------------------------------------------- |
| LOVEドッきゅん♥       | テレビ東京系『うぇぶたまww』2007年4月 - 6月度エンディングテーマ                                    |
| チューナイ!!          | テレビ東京系『ゴッドタン〜The God Tongue 神の舌〜』2007年10月 - 12月度エンディングテーマ           |
| チューナイ!!          | 関西テレビ『ミュージャック』2007年11月度エンディングテーマ                                         |
| チューナイ!!          | 東海テレビ『もりすぎッ!』2007年11月度エンディングテーマ                                            |
| チューナイ!!          | 岩手めんこいテレビ制作『Break Point!』2007年11月度オープニングテーマ                               |
| 祭の神                | 中京テレビ制作・日本テレビ系『カウントダウン・ドキュメント 秒ヨミ!』2009年11月度エンディングテーマ |
| シャンパンダ!!        | テレビ北海道『すすきの天国 よるたまZ』2010年4月 - 6月度エンディングテーマ                          |
| シャンパンダ!!        | テレビ西日本『グルニエ★少年少女〜金はないけど夢はある〜』2010年5月度エンディングテーマ             |
| 真夏のアッチッチ〜ノ! | 日本テレビ『気になる通販ランキング ポシュレデパート深夜店』2010年7月度エンディングテーマ           |
| 真夏のアッチッチ〜ノ! | テレビ北海道『すすきの天国 よるたまZ』2010年7月度エンディングテーマ                                |
| 真夏のアッチッチ〜ノ! | 東海テレビ『バナナマンのブログ刑事』2010年7月度エンディングテーマ                                  |